# BBC HD
BBC HD è stato un canale televisivo ad alta definizione dapprima mandato in onda dalla BBC (per un periodo di prova dal 15 maggio 2006 al 1º dicembre 2007) con un proprio programma originale, Planet Earth dal 27 maggio. Il canale è divenuto a pieno servizio dalla fine del periodo di prova. Il 26 marzo 2013 il canale è stato sostituito dalla versione in alta definizione del canale BBC Two, chiamato BBC Two HD.
Le trasmissioni variano da 6 a 8 ore al giorno, ed includono sia trasmissioni in simultanea sugli altri canali BBC, come Michael Palin's New Europe ed Hustle - I signori della truffa (che vanno anche sulla BBC One), che repliche di programmi già visti sul canale, come Planet Earth, Bleak House, Torchwood ed Hotel Babylon. Sono state trasmesse anche coperture televisive di grandi eventi di massa come The Proms, il Torneo di Wimbledon, l'Eurovision Song Contest, il Campionato mondiale di calcio 2006 ed il Concert for Diana. Il primo evento in diretta ad essere stato trasmesso fu la partita tra Germania e Costa Rica giocata il 9 giugno 2006.